# Dichromodes galactica
Dichromodes galactica är en fjärilsart som beskrevs av Turner 1930. Dichromodes galactica ingår i släktet Dichromodes och familjen mätare. Inga underarter finns listade i Catalogue of Life.